# جسر بعيد جدا (فلم)
جسر بعيد جدا (بالإنجليزية: A Bridge Too Far) فيلم حرب ملحمي لعام 1977 يستند إلى كتاب عام 1974 الذي يحمل نفس العنوان، من إخراج ريتشارد أتينبورو، وسيناريو ويليام جولدمان. كان هذا هو ثاني فيلم يستند إلى كتاب للمؤرخ كورنيليوس رايان يتم نقله إلى الشاشة، بعد فيلم «أطول يوم في التاريخ The Longest Day» عام 1962، كان هذا هو الفيلم الثاني الذي يستند إلى أحداث فشل عملية «ماركت جاردن Operation Market Garden» في الحرب العالمية الثانية.
على الرغم من أن الفيلم تلقى استجابة انتقادية فاترة، فقد حصل الفيلم على العديد من الجوائز في حفل توزيع جوائز «بافتا 31st BAFTA Awards» الحادي والثلاثين، وفاز بأربع فئات من أصل ثماني فئات، بما في ذلك جائزة للممثل ادوارد فوكس لأفضل ممثل مساعد، وجون أديسون (الذي خدم هو نفسه في الفيلق البريطاني أثناء «ماركت جاردن») لجائزة أفضل موسيقى.

## طاقم التمثيل
- شون كونري: في دور اللواء روي أوركهارت
- إدوارد فوكس: في دور اللفتنانت جنرال بريان هوروكس
- جيمس كان: في دور الرقيب أول إيدي دوهون
- ديرك بوجارد: في دور اللفتنانت جنرال فريدريك «الصبي» براوننج
- مايكل كين: في دور اللفتنانت كولونيل ج. فانديلور
- روبرت ريدفورد: في دور الرائد جوليان كوك
- أنتوني هوبكنز: في دور اللفتنانت كولونيل جون فروست
- ماكسيميليان شيل: في دور جنرال ديروافين
- جين هاكمان: في دور مايو. الجنرال ستانيسلاف سوسابوسكي
- ريان أونيل: في دور العميد. الجنرال جيمس جافين
- لورانس أوليفييه: في دور دكتور. جان سباندر

بالاشتراك مع:
- إليوت جولد، ليف أولمان، هاردي كروجر، سيم فروم، مارليس فان ألكمير، وولفجانج بريس، وجوزفين بيبر، وبول ماكسويل، وولتر كوهوت، وبيتر فابر، وفرانك غرايمز، وجيريمي كيمب، ودونالد بيكرينغ، ودونالد دوغلاس، وبيتر سيتلين، وستيفن مور، ومايكل بيرن، وبول كوبلي، ونيكولاس كامبل، وجيرالد سيم، وهاري ديتسون، وإريك تشيتي، بريان هوكسلي، كولين فاريل، كريستوفر جود، نورمان جريجوري، ألون أرمسترونج، أنتوني ميلنر، باري مكارثي، ليكس فان ديلدين، مايكل وولف، تيم بيكمان، إدوارد سيكرسون، توم فان بيك، آرثر هيل، إريك فان تي ووت، هانز بواسطة بورسودي، بن كروس.[17]

## ملخص أحداث الفيلم
يروي الفيلم القصة الحقيقية لعملية «ماركت جاردن». حاول الحلفاء، في سبتمبر 1944، الإسراع لإنهاء الحرب العالمية الثانية بالقيادة عبر بلجيكا وهولندا إلى ألمانيا. كانت الفكرة هي أن تستولي الفرق المحمولة جواً الأمريكية على بلدتي أيندهوفن ونيجميجن وفرقة بريطانية محمولة جواً، معززة بلواء بولندي محمول جواً، للسيطرة على مدينة أرنهيم. سيتم تعزيزها، في الوقت المناسب بفيلق بريطاني، على الأرض وقيادة من الخطوط البريطانية في الجنوب. كان مفتاح العملية هو الجسور، وكأن الألمان احتجزوها أو فجروها، فلا يمكن إراحة المظليين. الاستخبارات الخاطئة، وغطرسة القيادة العليا للحلفاء، والمقاومة الألمانية العنيدة تضمن أن أرنهيم يصبح جسرًا بعيدًا جدًا.

## استقبال الفيلم

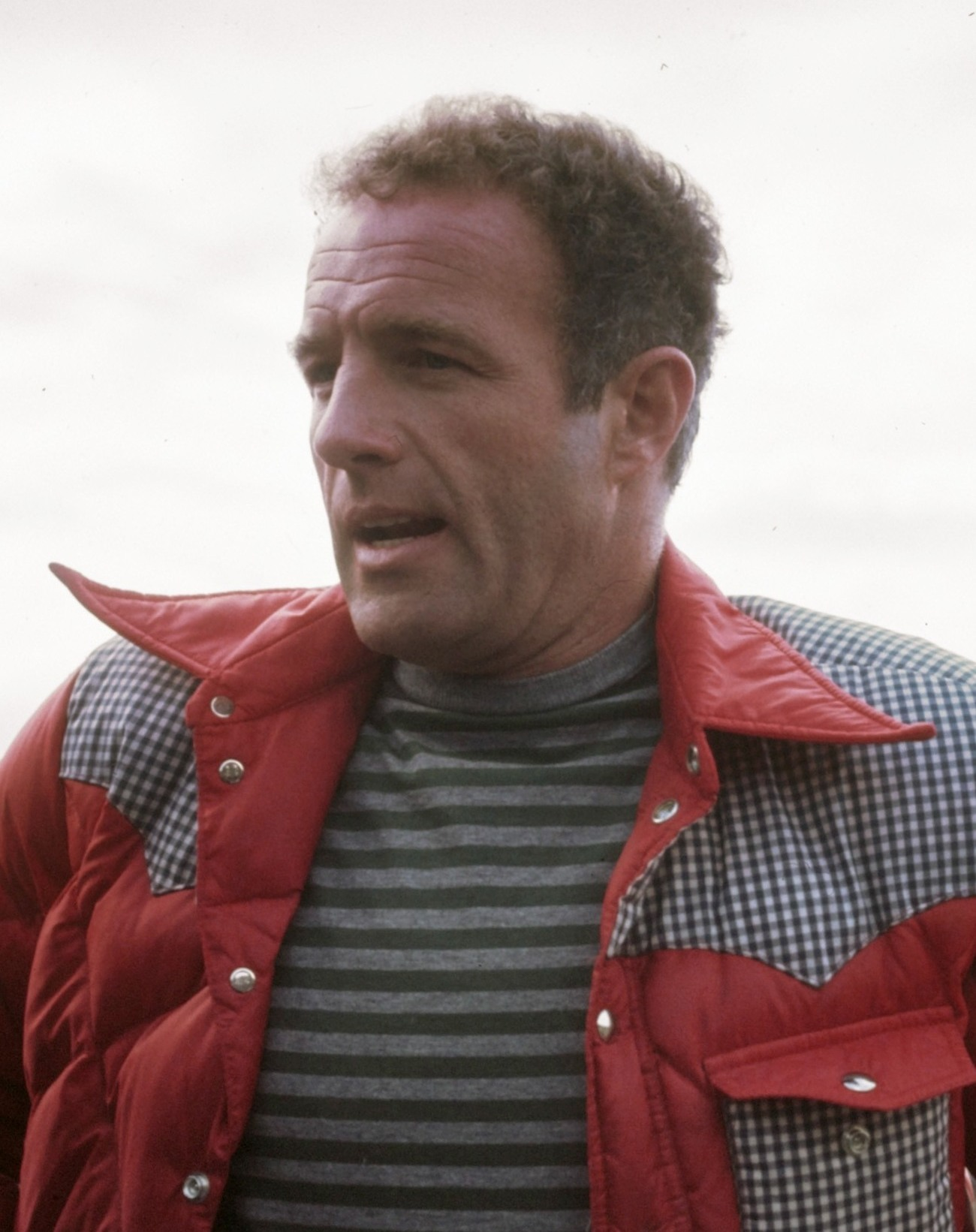
الممثل السينمائي جيمس في هولندا لتصوير فيلم: جسر بعيد جدًا

اتفق النقاد على أن الفيلم تم عرضه بشكل مثير للإعجاب، وأنه دقيق تاريخياً، على الرغم من أن الكثيرين وجدوا أنه طويل جدًا ومكرر للغاية. قال فينسنت كانبي من صحيفة نيويورك تايمز: «الفيلم ضخم، عديم الشكل، غالبًا ما يكون مؤثرًا بشكل غير متوقع، مربك، حزين، حي وطويل جدًا.»
أشار العديد من النقاد إلى جيمس كان وأنطوني هوبكنز لتميزهم في أدائهم في فيلم مع مئات الأدوار الناطقة والحجاب من عديد من كبار الممثلين في تلك الفترة.
أنضم للعمل في الفيلم العسكريين أركهارت وهوروكس كمستشارين عسكريين للفيلم، مما زاد من دقته التاريخية، ومع ذلك، أكد بعض النقاد أن الفيلم يحتوي على أخطاء تاريخية ويجب أن يُنظر إليه على أنه تفسير «هوليوود» للأحداث. علق روبن نيلاندز قائلاً: «لقد حثني عدد لا يحصى من المحاربين القدامى على تجاهل معظم القصة في الفيلم».
منح الناقد السينمائي روجر إيبرت الفيلم اثنين من أصل أربعة نجوم، واصفا إياه بأنه: «مثل هذا التمرين في الإفراط البائس، مثل هذه السلسلة الطائشة من المشاهد الروتينية، مثل هذا التساهل العنيف الممل في كل الدماء والشجاعة والأنين التي يمكن أن يجدوها، أننا في النهاية على استعداد للتكهن بأن ليفين ربما ذهب مرتين أو ثلاثة جسور بعيدة جدًا. الفيلم ضخم ومكلف ومليء بالنجوم، لكنه ليس ملحمة. إنه أطول فيلم حرب من الدرجة الثانية على الإطلاق».
أعطى جين سيسكل الفيلم اثنين ونصف من أصل أربعة نجوم وكتب: «في كثير من الأجزاء، الفيلم ليس قصة؛ إنه استعراض للوجوه الشهيرة. أما بالنسبة إلى لقطات المعركة، فهي غالبًا مملة أكثر من كونها ساحرة. يوفر هبوط المظليين خمس دقائق مذهلة. لقطات المعركة الأخرى هي روتين».
كتب جون بيم من نشرة الفيلم الشهرية The Monthly Film Bulletin أنه «بنهاية هذا الفيلم الباهظ، لدينا فكرة عادلة عن من فعل وماذا، لوجستيات عملية عسكرية مكلفة. لكن المشكلة الأساسية في الفيلم هي أنه لا يسمح للنجوم الكبيرة الثقيلة أبدًا بأي تركيز للانتباه».
كتب تشارلز تشامبلين من صحيفة لوس أنجلوس تايمز: «بمصطلحات سينمائية بحتة، من السهل تحديد جاذبية الفيلم، فهو مذهل من حيث حجمه ونطاق تأثيراته، ويتم تمثيله بجدية من فريق عمل مرموق وقادر، وسريع الخطى وسريع بالرغم من طوله، وتميز بمحاولة واضحة لإعطاء الحقيقة المتوازنة لحادثة مأساوية من التاريخ».
وصف غاري أرنولد من صحيفة واشنطن بوست الفيلم بأنه: «ملحمة حرب مثيرة للإعجاب وذات ضمير غير عادي، وذلك يبرر ميزانيته المرتفعة. هناك روعة بصرية (التسلسلات التي تصور هبوط المظليين رائعة بشكل خاص)، ومزيج من حلقات القتال المثيرة مع الحوارات القصيرة المثيرة للاهتمام، وهي محاولة لإنشاء رؤية متماسكة ومتعددة الأوجه لمنظور معقد وغير مألوف، ومغامرة عسكرية محتومة، ومستوى متفوق عمومًا من ذكاء صناعة الأفلام والحرفية».
منح موقع الطماطم الفاسدة الفيلم تقييم مقداره 64% بناءً على آراء 25 ناقداً سينمائياً.

## الجوائز والترشيحات
- جوائز المساء القياسية البريطانية للأفلام Evening Standard British Film Awards: حصل على جائزة أفضل فيلم.[28]
- حفل توزيع جوائز الأكاديمية البريطانية الحادي والثلاثين للأفلام 31st British Academy Film Awards: حصل على جوائز أفضل صوت، وأفضل ممثل مساعد (إدوارد فوكس)، وأفضل سيناريو، وأفضل موسيقى، ورشح لجوائز أفضل فيلم، وأفضل إخراج، وأفضل مونتاج، وأفضل تصميم إنتاج.[29]

- جوائز الجمعية الوطنية لنقاد السينما 1977 National Society of Film Critics Awards: حصل على جائزة أفضل ممثل مساعد (إدوارد فوكس).[30]

## وصلات خارجية
- جسر بعيد جدا على موقع IMDb (الإنجليزية)
- جسر بعيد جدا على موقع ميتاكريتيك (الإنجليزية)
- جسر بعيد جدا على موقع روتن توميتوز (الإنجليزية)
- جسر بعيد جدا على موقع نتفليكس (الإنجليزية)
- جسر بعيد جدا على موقع ألو سيني (الفرنسية)
- جسر بعيد جدا على موقع Turner Classic Movies (الإنجليزية)
- جسر بعيد جدا على موقع أول موفي (الإنجليزية)
- جسر بعيد جدا على موقع بوكس أوفيس موجو (الإنجليزية)
- جسر بعيد جدا على موقع فيلمافينيتي (الإسبانية)
- جسر بعيد جدا على موقع قاعدة بيانات الأفلام السويدية (السويدية)

- "A Bridge Too Far". at British Cinema Greats. مؤرشف من الأصل في 2008-03-29. اطلع عليه بتاريخ 2007-02-28.